# بي إم سي فوران
بي إم سي فوران هي مركبة مدرعة مضادة للكمائن والألغام تركية الصنع تصنعها شركة بي إم سي لتلبية متطلبات القوات البرية التركية.